# Steeden
Steeden est une marque d'équipements sportifs australienne principalement connue pour ses ballons de rugby à XIII présents en National Rugby League et Super League. Il n'est pas rare en Australie d'appeler communément le ballon de rugby à XIII « le Steeden ».
Elle a été créée en 1958 par les jumeaux Eric and Raymond Steeden, à Brisbane, au Queensland, pour produire des balles de cricket, des ballons de rugby à XIII et des punching-balls. Elle a déménagé en Nouvelle-Galles du Sud dans les années 1960 et est devenue la propriété de Gray-Nicolls Sports en 1995.